# 94 Batalion WOP
94 Batalion Wojsk Ochrony Pogranicza – samodzielny pododdział Wojsk Ochrony Pogranicza.

## Formowanie i zmiany organizacyjne
Na podstawie rozkazu MBP nr 043/org z 3 czerwca 1950, na bazie 10 Brygady Ochrony Pogranicza, sformowano 9 Brygadę Wojsk Ochrony Pogranicza, a z dniem 1 stycznia 1951 słoński 36 batalion OP przemianowano na 94 batalion WOP.
W 1956 rozwiązano 94 Batalion WOP, a jego strażnice przekazano 93 batalionowi.

## Struktura organizacyjna
Struktura w latach 50.
- dowództwo batalionu - Słońsk
- strażnica Pławidła
- strażnica Górzyca
- strażnica Ługi Górzyckie
- strażnica Kostrzyn

## Dowódcy batalionu
- por. Jan Kraczkowski (był w 1951)
- kpt. Władysław Kopij (?-1952)
- kpt/mjr Antoni Dębicki (1952-?)